# Пера Стојановић — Туман
Пера Стојановић Туман (Врање 1949 — 2000) био је српски позоришни глумац, новинар и радио водитељ. Био је део глумачке поставе Позоришта „Бора Станковић” у Врању и радијски водитељ на Радио телевизији Врање. Био је препознатљив по сатиричном и хумористичном начину извештавања.
У његово име је установљена Меморијална награда Пера Стојановић Туман 2005. године и додељује се за најбољи хумористички текст. Неки од добитника награда су Душан Аритоновић, Миодраг Стошић, Војкан Ристић и други.